# Jan Dąbrowski (prawnik)
Jan Ignacy Marian Dąbrowski, pseud. Bielak, Demokrata, Dick, Igrek, Jota, Prawnik, Publicjusz (ur. 7 sierpnia 1882 w Białej Podlaskiej, zm. 10 maja 1940 w Twerze) – polski prawnik, obrońca w licznych procesach politycznych PPS.

## Życiorys
Jako adwokat bronił działaczy PPS przed sądami rosyjskimi, a następnie polskimi w okresie sanacji (m.in. proces w sprawie zamachu na pracowników Kasy Chorych w Częstochowie, proces w sprawie zajść w Warszawie w dniu 14 września 1930). Obrońca Adama Ciołkosza w procesie brzeskim.